# Holbrook (Arizona)
Holbrook es una ciudad ubicada en el condado de Navajo en el estado estadounidense de Arizona. En el censo de 2010 tenía una población de 5053 habitantes y una densidad poblacional de 112,32 personas por km². Se encuentra a orillas del río Pequeño Colorado. 

## Geografía
Holbrook se encuentra ubicada en las coordenadas 34°54′17″N 110°10′2″O / 34.90472, -110.16722. Según la Oficina del Censo de los Estados Unidos, Holbrook tiene una superficie total de 44,99 km², de la cual 44,92 km² corresponden a tierra firme y (0,15%) 0,07 km² es agua.

## Demografía
Según el censo de 2010, había 5.053 personas residiendo en Holbrook. La densidad de población era de 112,32 hab./km². De los 5.053 habitantes, Holbrook estaba compuesto por el 55,79% blancos, el 2,67% eran afroamericanos, el 26,36% eran amerindios, el 1,31% eran asiáticos, el 0,04% eran isleños del Pacífico, el 8,02% eran de otras razas y el 5,82% pertenecían a dos o más razas. Del total de la población el 25.35% eran hispanos o latinos de cualquier raza.